# Pulsellum affine
Pulsellum affine är en blötdjursart som först beskrevs av Michael Sars 1865.  Pulsellum affine ingår i släktet Pulsellum, och familjen Pulsellidae. Inga underarter finns listade.